# Dietwil
Dietwil (schweizerdeutsch: Diettel, ˈdiətːəl) ist eine Einwohnergemeinde im Schweizer Kanton Aargau. Sie gehört zum Bezirk Muri, liegt im Reusstal und ist die am südlichsten gelegene Gemeinde des Kantons. Früher hiess die Gemeinde zur Unterscheidung vom luzernischen Grossdietwil auch Kleindietwil oder Dietwil im Reusstal (nicht zu verwechseln mit der bernischen Gemeinde Kleindietwil).

## Geographie
Das Dorf liegt rund eineinhalb Kilometer vom westlichen Ufer der Reuss entfernt auf einem Moränenhügel. Dieser befindet sich am Fusse des Ibergs, der die westliche Gemeindegrenze und zugleich die Grenze zum Seetal bildet. Die Ebene zwischen dem Dorf und dem Fluss ist völlig flach, der Fluss selbst wird durch einen Hochwasserschutzdamm und einen dahinter verlaufenden Entwässerungskanal begrenzt. Etwa zweihundert Meter vom Flussufer entfernt liegt der Weiler Eien, an den Hängen des Ibergs liegen mehrere verstreute Einzelhöfe.
Die Fläche des Gemeindegebiets beträgt 549 Hektaren, davon sind 98 Hektaren bewaldet und 52 Hektaren überbaut. Der höchste Punkt der Gemeinde befindet sich auf 538 m ü. M., der tiefste auf 400 m ü. M. an der Reuss. Nachbargemeinden sind Oberrüti im Norden, Risch im Osten, Root im Südosten, Inwil im Süden und Sins im Westen. Ein Dreikantoneeck zu den Kantonen Luzern und Zug findet sich in der Reuss.

## Geschichte
Im Jahr 1236 wurde Tuerwile erstmals in einer Schenkungsurkunde des Klosters Engelberg erwähnt, wobei es sich hier aber um eine Falschschreibung von Tuetwile handelt. Der Ortsname stammt vom althochdeutschen Tuotinwilari und bedeutet «Hofsiedlung des Tuoto». Im Mittelalter gehörte das Dorf zum habsburgischen Amt Meienberg.

Luftansicht (1953)

1415 eroberte Luzern das Amt Meienberg, musste es aber 1425 an den gemeinsamen Besitz der Eidgenossen zurückgeben. Aus den eroberten Gebieten wurden die Freien Ämter gebildet, eine Gemeine Herrschaft. Zu Beginn des 15. Jahrhunderts hatte die Luzerner Familie von Moos die niedere Gerichtsbarkeit erworben. 1422 verkaufte sie diese an die Stadt Luzern, die damit einen grossen Einfluss auf das Dorf ausüben konnte, obwohl es rechtlich gesehen zum gemeinsamen Besitz der Eidgenossen gehörte. Im März 1798 nahmen die Franzosen die Schweiz ein und riefen die Helvetische Republik aus. Dietwil war zunächst eine Gemeinde im Distrikt Muri des kurzlebigen Kantons Baden, seit 1803 gehört sie zum Kanton Aargau.
Während des Sonderbundskriegs von 1848, der schliesslich zur Gründung des schweizerischen Bundesstaates führte, hatten die Zürcher in Dietwil ihr Heerlager errichtet, als sie gegen Luzern vorrückten. Deren Anführer versuchte, Leute aus dem Dorf anzuwerben, doch die Dietwiler verhielten sich neutral und ergriffen für keine der beiden Seiten Partei. 1863 zwang der Kanton die Gemeinde Dietwil, Zigeuner einzubürgern, die während der napoleonischen Kriege aus Belarus geflohen waren. Bis etwa 1900 verkehrten zwei Fähren über die Reuss.
Bis weit ins 20. Jahrhundert blieb Dietwil ein kleines Dorf, das hauptsächlich von der Landwirtschaft lebte. Viele Jahrzehnte lang stagnierte die Bevölkerungszahl. Doch dann sorgten die Eröffnung der Autobahn A14 in unmittelbarer Nähe sowie die Nähe zu den Agglomerationen von Luzern und Zug für einen Wachstumsschub. Das Dorf entwickelte sich zu einer Wohngemeinde, und die Bevölkerungszahl nahm innerhalb von 25 Jahren um fast zwei Drittel zu.

## Sehenswürdigkeiten
Die älteste urkundliche Erwähnung der Pfarrkirche St. Jakobus Major und St. Barbara stammt aus dem Jahr 1145. Ein erster Neubau erfolgte 1456; aus dieser Zeit blieben die Grundmauern des Kirchturms erhalten. 1780/81 wurde die Kirche vollständig neu gebaut. Dadurch entstand eine barocke Saalkirche, die als eine der ersten Kirchen im Aargau klassizistische Elemente aufweist. Neben der Kirche stehen die Beinhauskapelle (1780) und das Pfarrhaus (1821); sie bilden zusammen eine historische, von einer Mauer umschlossene Gebäudegruppe.

## Wappen
Die Blasonierung des Gemeindewappens lautet: «Geteilt von Weiss mit kreuzförmigem schwarzem Schildbeschlag und von Blau.» Die Farben Blau und Weiss erinnern an die engen Bindungen des Dorfes zur Stadt Luzern. Der kreuzförmige Schildbeschlag stammt vom Wappen der Herren von Eschenbach, den Stiftern der Dietwiler Kirche. Das Wappen wurde 1936 eingeführt.

## Bevölkerung
Die Einwohnerzahlen entwickelten sich wie folgt:
| Jahr      | 1850 | 1900 | 1930 | 1950 | 1960 | 1970 | 1980 | 1990 | 2000 | 2010 | 2020 |
| Einwohner | 794  | 560  | 600  | 624  | 634  | 633  | 633  | 846  | 1023 | 1215 | 1355 |

Am 31. Dezember 2023 lebten 1445 Menschen in Dietwil, der Ausländeranteil betrug 18,7 %. Bei der Volkszählung 2015 bezeichneten sich 62,9 % als römisch-katholisch und 11,2 % als reformiert; 25,9 % waren konfessionslos oder gehörten anderen Glaubensrichtungen an. 96,7 % gaben bei der Volkszählung 2000 Deutsch als ihre Hauptsprache an.

## Bilder

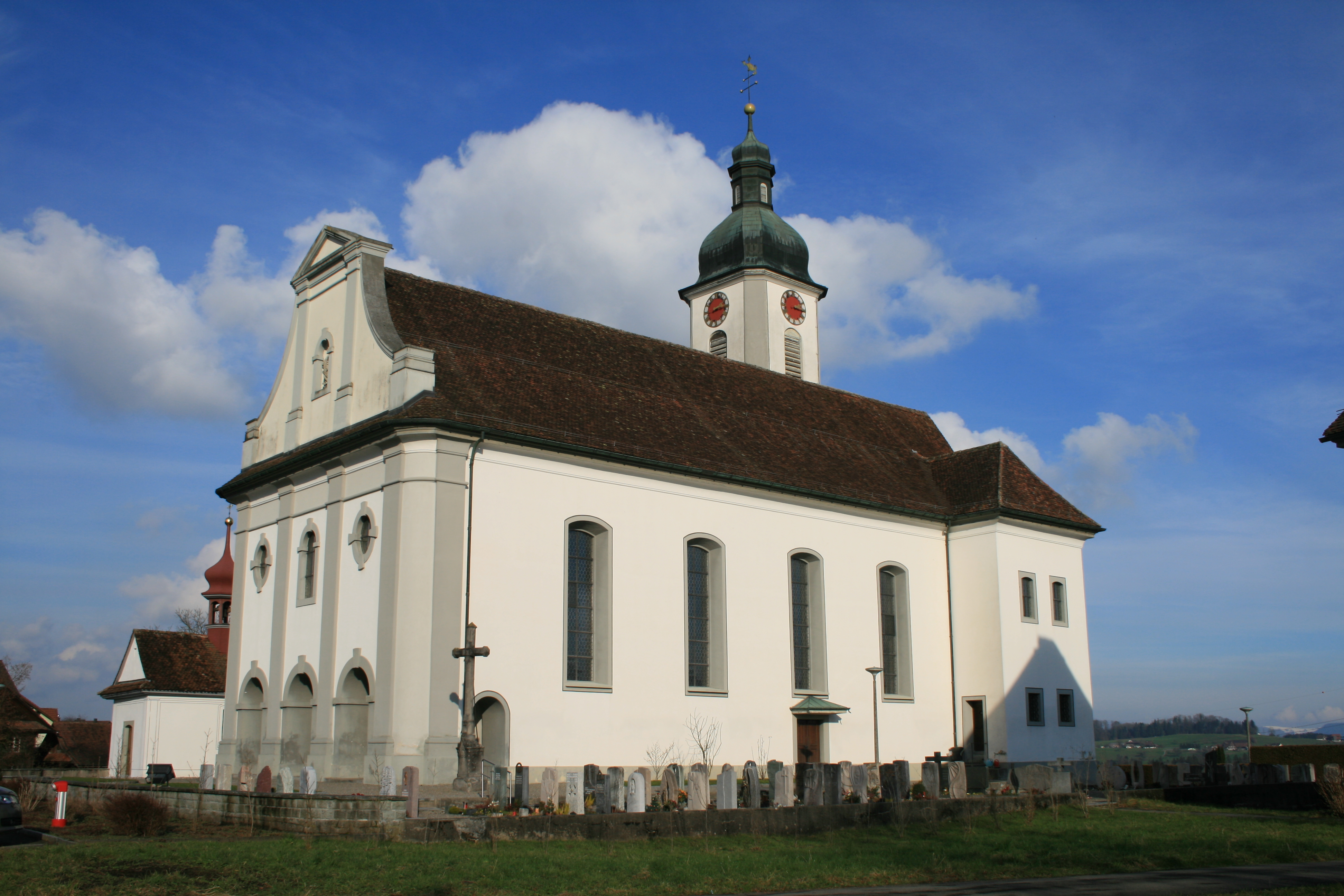
Pfarrkirche
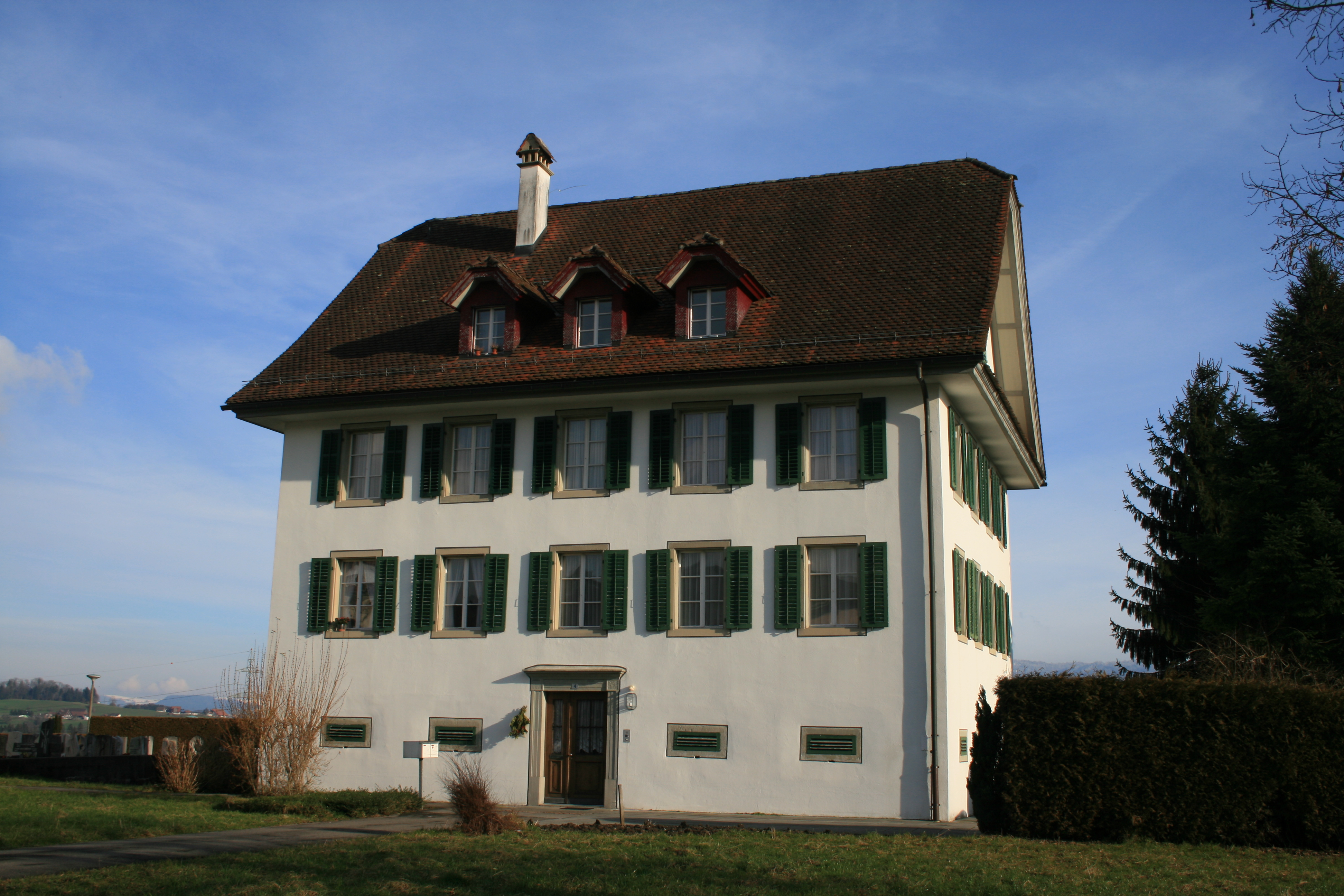
Pfarrhaus
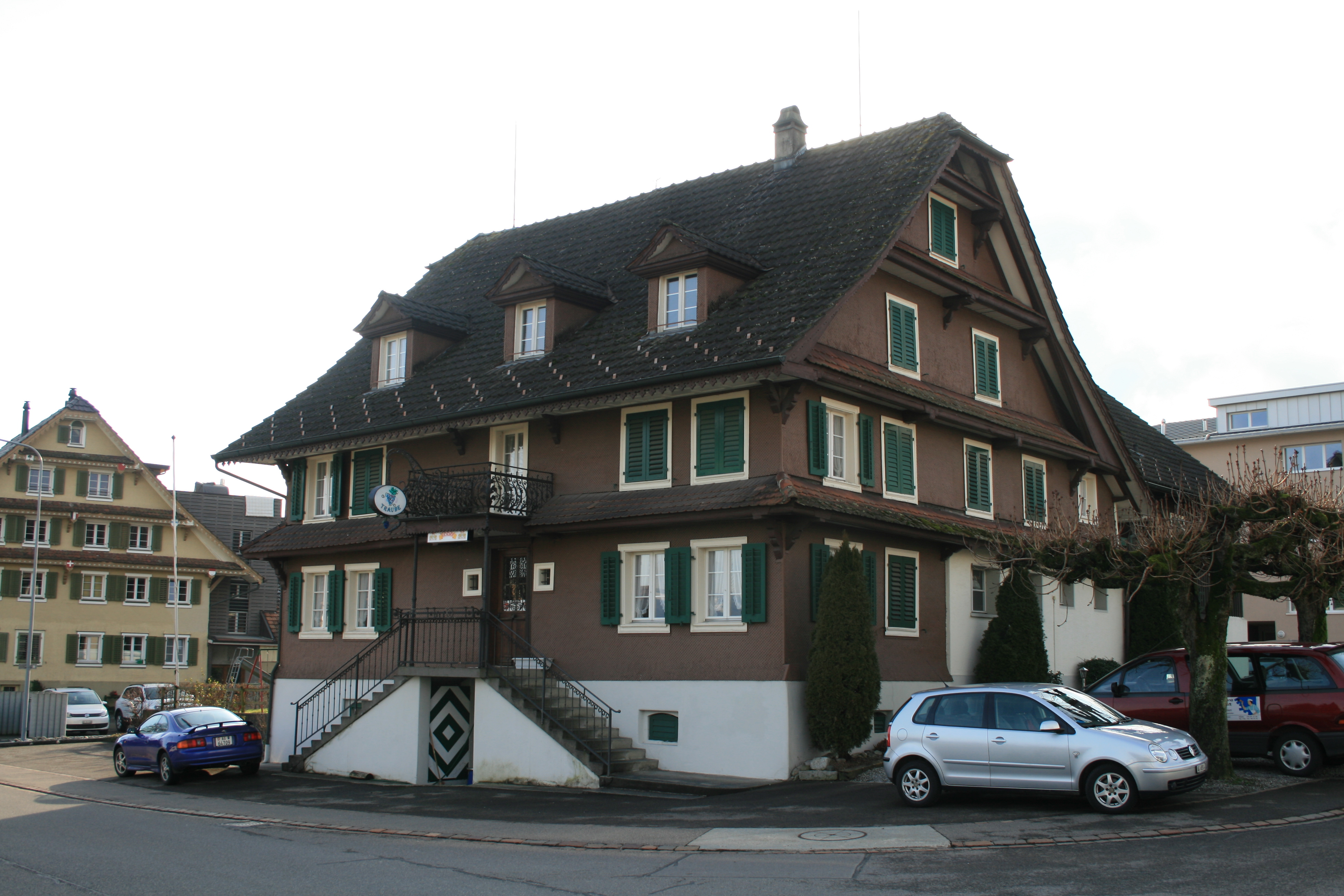
Restaurant Traube
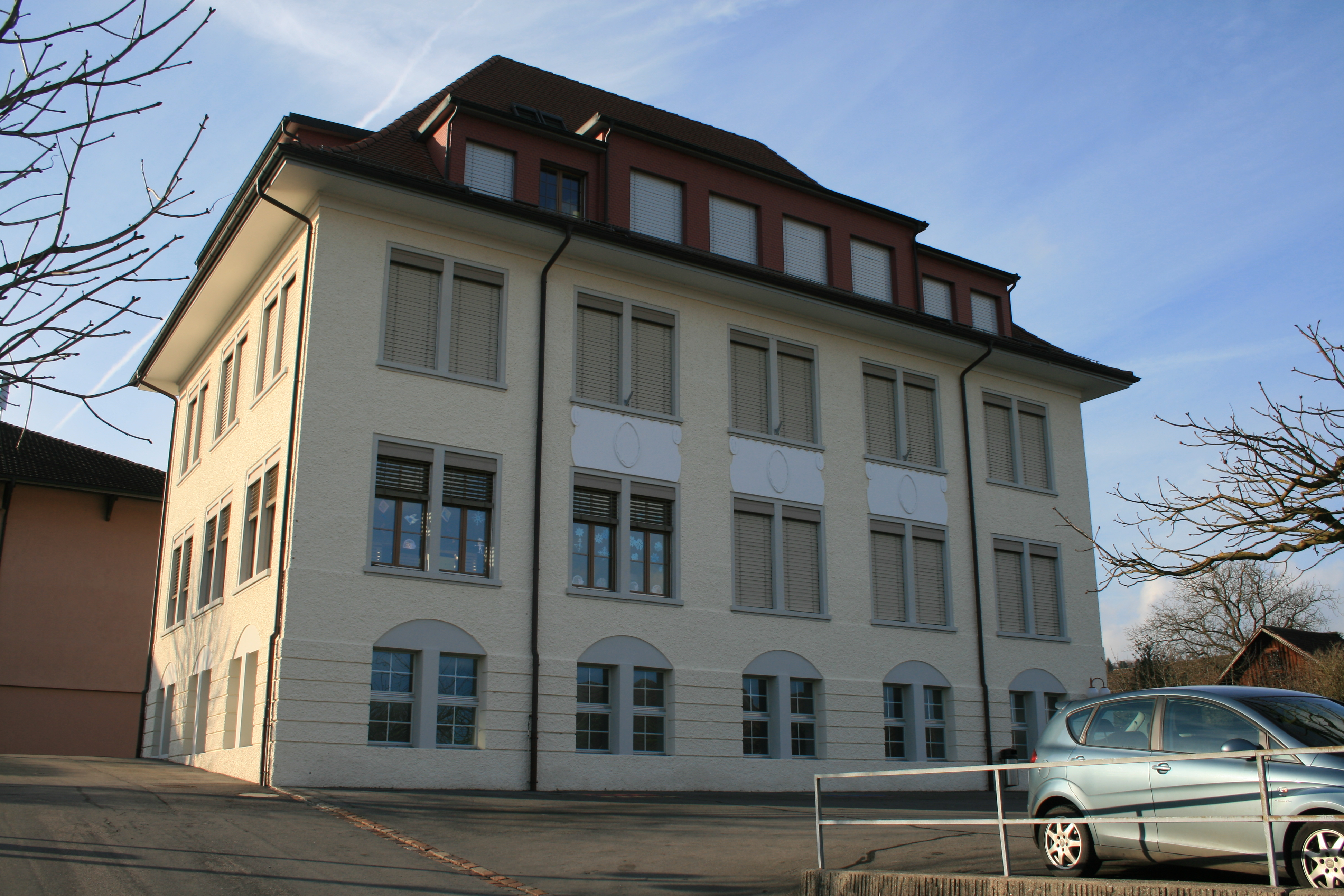
Schulhaus
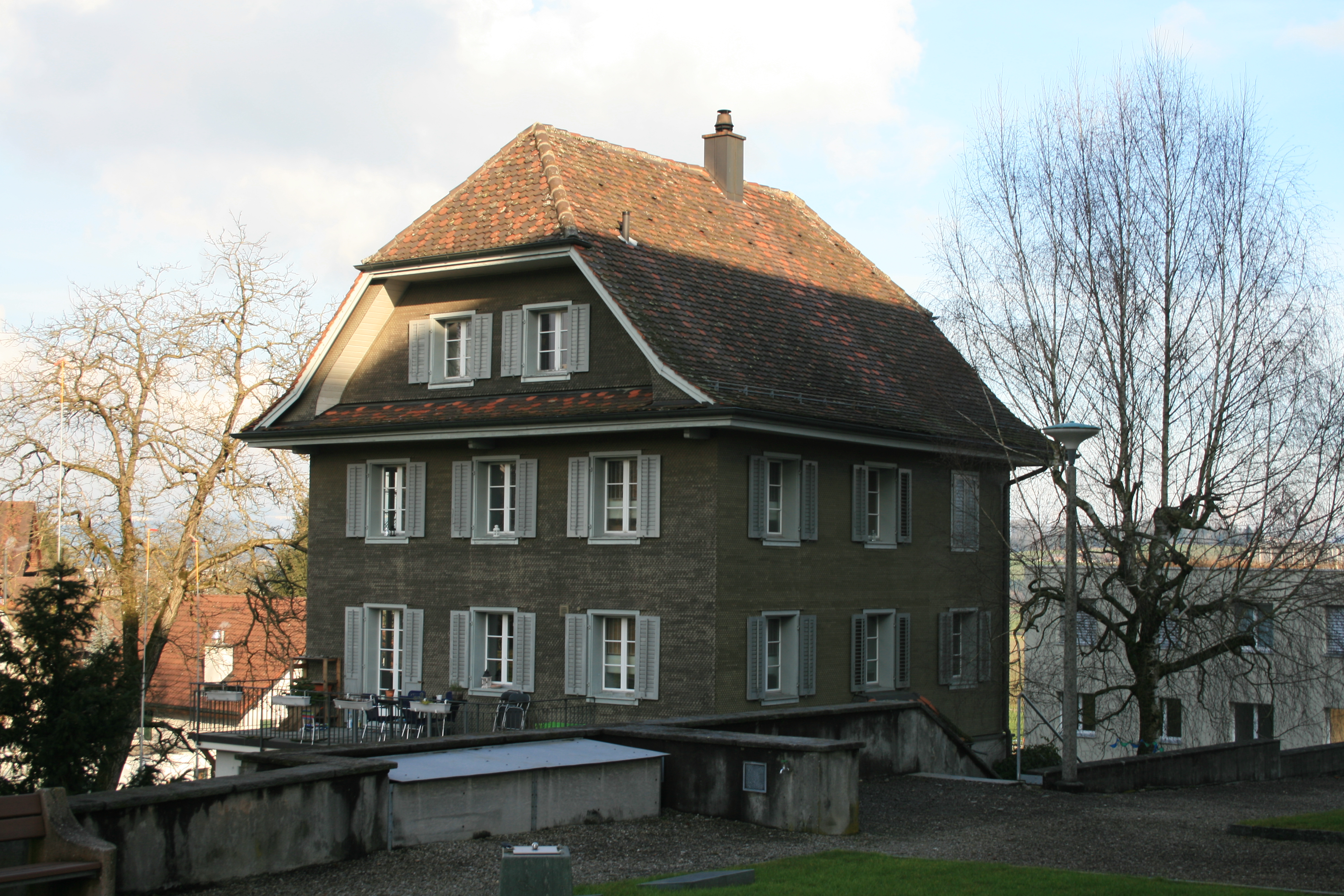
Kaplanei
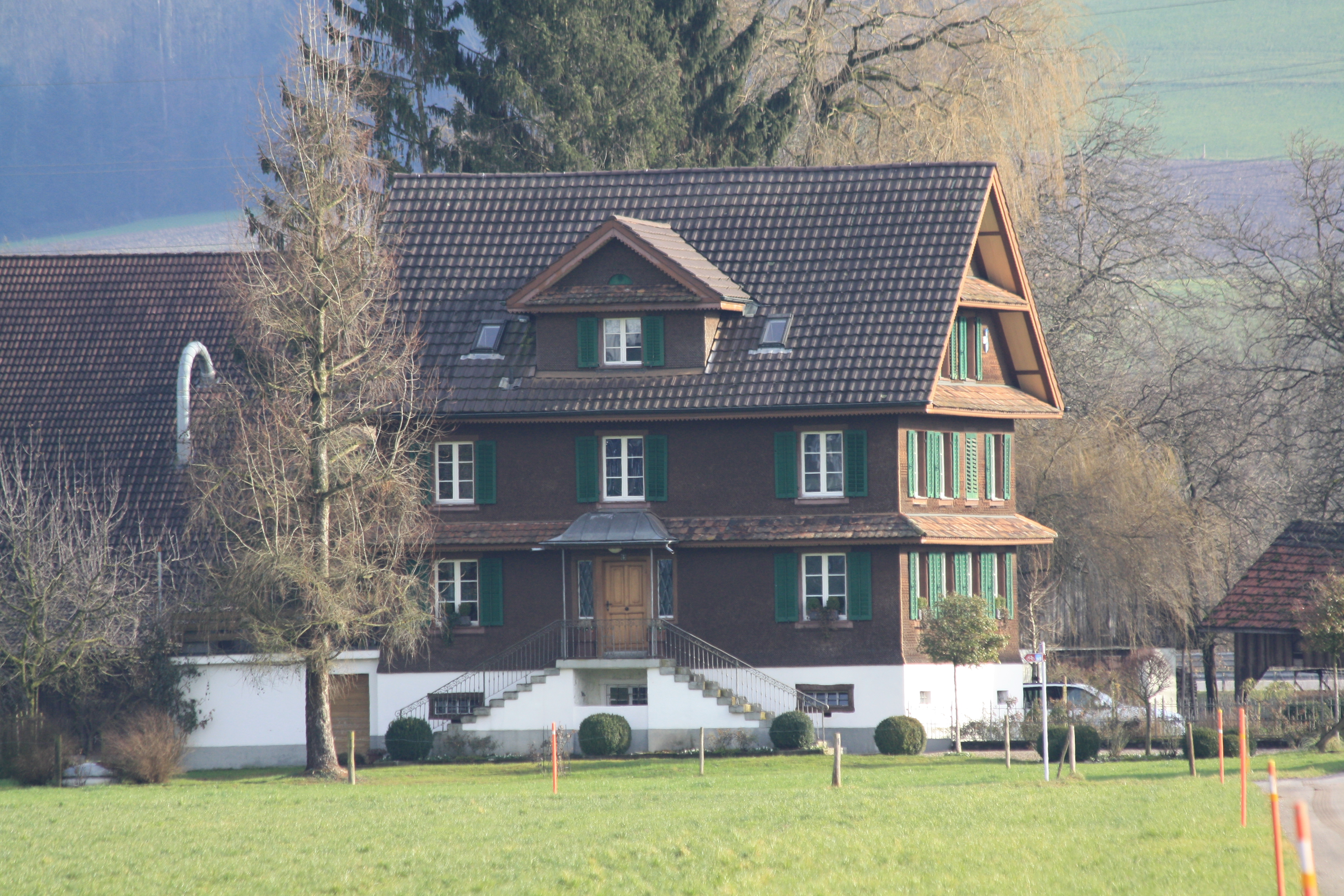
Wohnhaus Gumpelsfahr
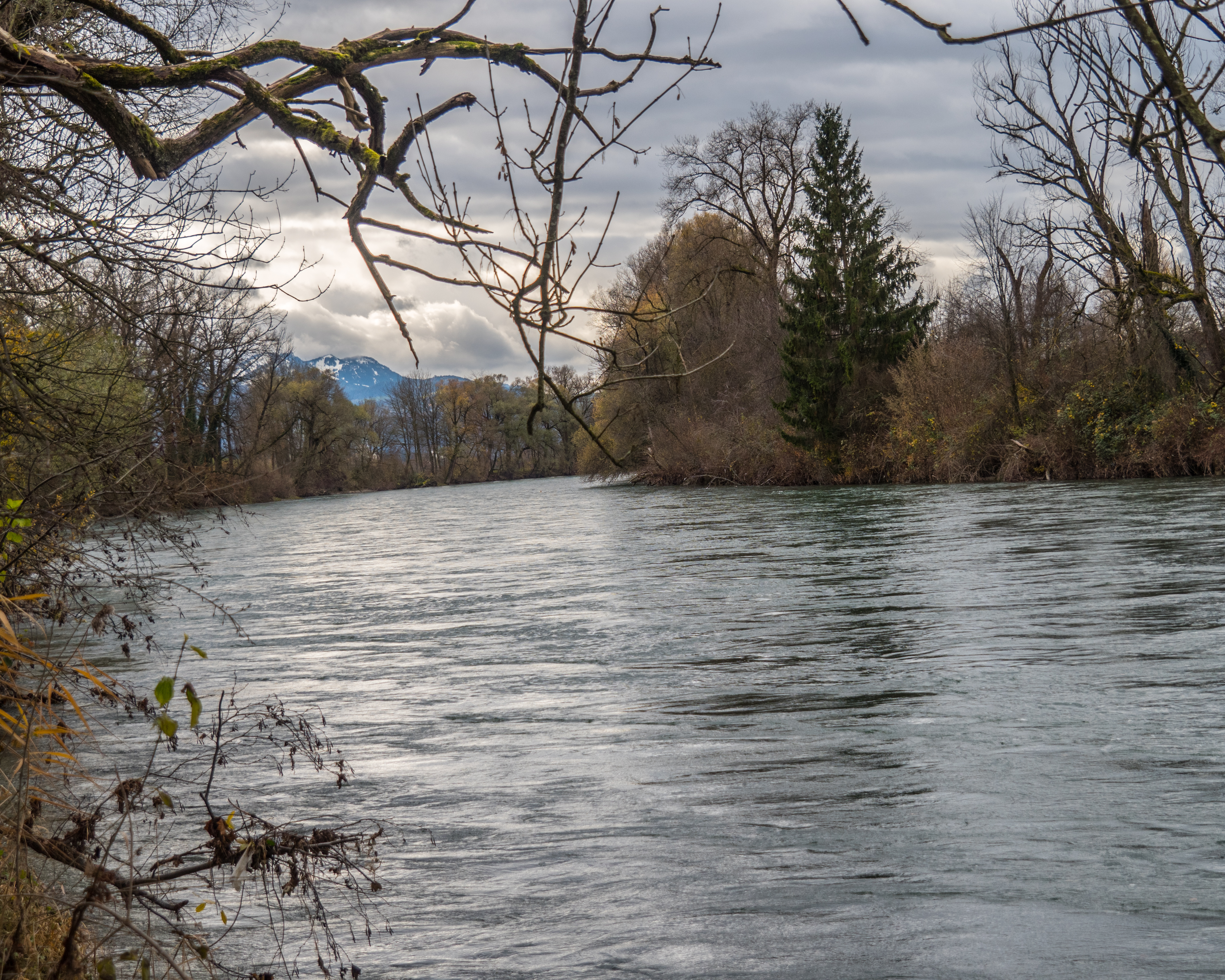
Dreikantonseck in der Reuss (Kantone Aargau, Luzern und Zug)
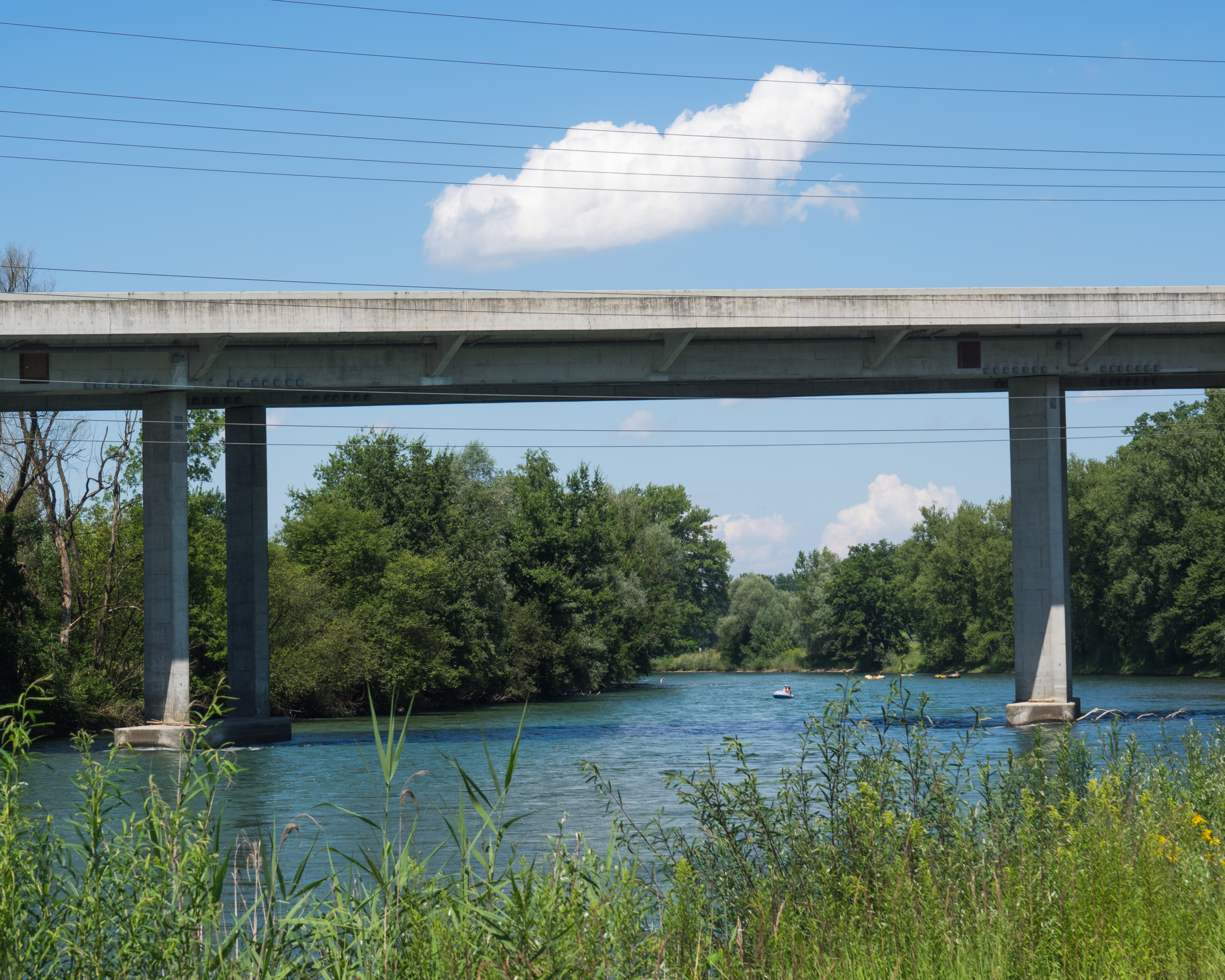
Reussbrücke Rotkreuz–Dietwil (Autobahn A14)

## Politik und Recht
Die Versammlung der Stimmberechtigten, die Gemeindeversammlung, übt die Legislativgewalt aus. Ausführende Behörde ist der fünfköpfige Gemeinderat. Er wird im Majorzverfahren vom Volk gewählt, seine Amtsdauer beträgt vier Jahre. Der Gemeinderat führt und repräsentiert die Gemeinde. Dazu vollzieht er die Beschlüsse der Gemeindeversammlung und die Aufgaben, die ihm vom Kanton zugeteilt wurden. Für Rechtsstreitigkeiten ist in erster Instanz das Bezirksgericht Muri zuständig. Dietwil gehört zum Friedensrichterkreis XIII (Muri).

## Wirtschaft
In Dietwil gibt es gemäss der im Jahr 2015 erhobenen Statistik der Unternehmensstruktur (STATENT) rund 210 Arbeitsplätze, davon 44 % in der Landwirtschaft, 7 % in der Industrie und 49 % im Dienstleistungssektor. Es gibt Holz- und Metallverarbeitungsbetriebe, eine Käserei und zwei grössere Gärtnereien. Der überwiegende Teil der erwerbstätigen Bevölkerung verdient seinen Lebensunterhalt in den Agglomerationen der Städte Luzern und Zug.

## Verkehr
Die Hauptstrasse 25 von Lenzburg nach Luzern führt unterhalb am Dorf vorbei. Hier verkehrt auch eine Buslinie der Gesellschaft Busbetriebe Seetal-Freiamt (seit 2004 Teil der Zugerland Verkehrsbetriebe) zwischen den Bahnhöfen Sins und Gisikon-Root. Etwas mehr als zwei Kilometer südlich liegt der Anschluss Root der Autobahn A14.

## Bildung
Die Gemeinde verfügt über einen Kindergarten und eine Primarschule. Sämtliche Oberstufen der obligatorischen Volksschule (Realschule, Sekundarschule, Bezirksschule) können in Sins besucht werden. Das nächstgelegene Gymnasium ist die Kantonsschule Wohlen.

## Persönlichkeiten
- Benno Wiss (* 1962), Radrennfahrer